# مونتسيني (برشلونة)
بلدية مونتسينْيْ (بالكاتالانية: Montseny) هي إحدى بلديات مقاطعة برشلونة, والتي تقع في منطقة كاتالونيا، شرق إسبانيا.
يبلغ عدد سكانها 299 نسمة وفقاً لإحصائية سنة (2007).